# Język aramejski
Język aramejski (aram. ܐܪܡܝܐ Ārāmājâ, hebr. ‏אֲרָמִית‎ Arāmît) – język z grupy semickiej, używany na Bliskim Wschodzie od II tysiąclecia p.n.e. do czasów dzisiejszych.

## Historia
Języka tego używali początkowo jedynie Aramejczycy, ale na początku I tysiąclecia p.n.e. rozpowszechnił się na całym Bliskim Wschodzie, stając się tamtejszym lingua franca. Sukces tego języka był w dużej mierze zasługą asyryjskich władców, którzy swoimi przesiedleniami rozproszyli Aramejczyków po asyryjskim imperium. Drugim, może nawet istotniejszym, czynnikiem było zaadaptowanie przez Aramejczyków pisma fenickiego, które jako prostsze zaczęło błyskawicznie wypierać pismo klinowe. W połowie VIII w. p.n.e. aramejski stał się drugim obok akadyjskiego oficjalnym językiem Asyrii. Gdy około 500 roku p.n.e. Persowie poszukiwali języka zrozumiałego dla wszystkich mieszkańców ich rozległego imperium, wybrali aramejski.
Pod koniec pierwszego tysiąclecia p.n.e. aramejski dominował już zdecydowanie. Język sumeryjski był już martwy. Hebrajskiego używano coraz rzadziej i w coraz węższych kręgach, przede wszystkim w liturgii, akadyjski wymierał, a greki i perskiego używały tylko elity. Między Iranem a Egiptem w mowie i piśmie większość ludności używała aramejskiego.
Aramejski, jakim posługiwano się na terenie Izraela posiadał swoje dialekty, galilejski oraz judejski. Różnice wynikały z religijnej separacji Żydów i Samarytan. Językiem aramejskim, ewentualnie hebrajskim, posługiwać się miał Jezus Chrystus i jego uczniowie, opisani w Biblii.
Po aramejsku spisane są niektóre fragmenty Starego Testamentu (Ezd 4,8−6,18; 7,12−26; Dn 2,4b−7,28; Jr 10,11; Rdz 31,47). Poza tym hebrajski biblijny odznacza się wieloma naleciałościami z aramejskiego (na poziomie ortograficznym, fleksyjnym, gramatycznym czy składniowym). Być może niektóre księgi Nowego Testamentu zostały początkowo spisane po aramejsku, nie ma na to jednak żadnych dowodów, dlatego za tekst oryginału Nowego Testamentu uznaje się język grecki koine.

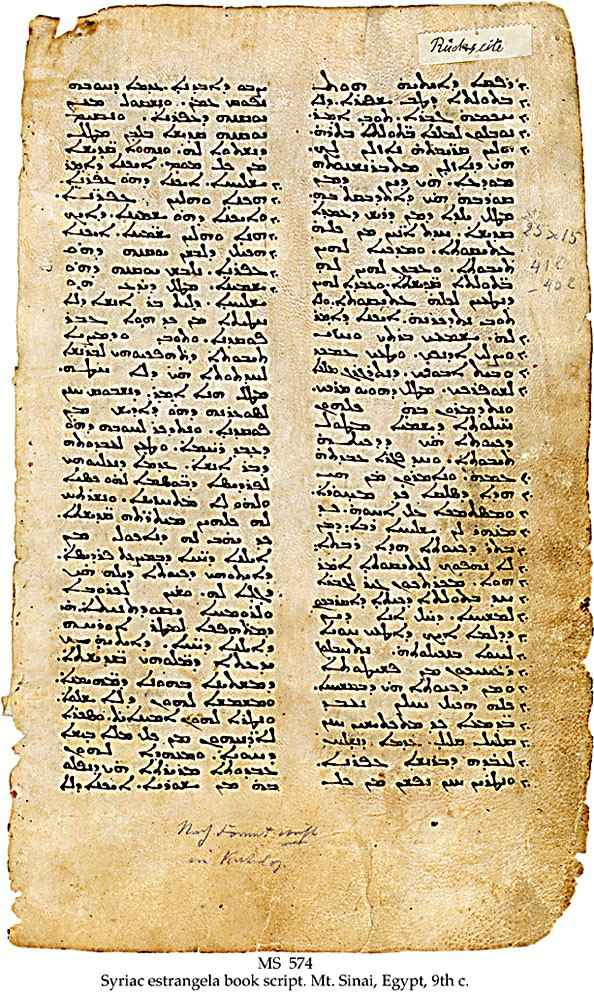
Manuskrypt z IX wieku zawierający homilie Jana Chryzostoma do Ewangelii Jana

Dominację aramejskiego zakończyły podboje arabskie. Nowi władcy upowszechnili bardzo szybko pokrewny aramejskiemu język arabski, który przejął rolę bliskowschodniego lingua franca. Używany dziś język nowoaramejski zachodni zachował pewne archaiczne cechy, którymi dysponował aramejski szeroko rozpowszechniony w starożytnym obszarze Lewantu – to jedyny relikt zachodniego aramejskiego, który przetrwał do naszych czasów. Posługują się nim mieszkańcy z Maalula, Bakha i Dżub Adin. Szczególne zainteresowanie budzi wśród orientalistów i badaczy Nowego Testamentu (parafraza z przedmowy Otto Jastrowa, listopad 1988, s. 5 w: Werner Arnold, Lehrbuch des Neuwestaramäischen, wydanie drugie, Harrasowitz Verlag, Wiesbaden 2006).

## Etapy rozwoju
Kolejne odkrycia weryfikowały i pozwalały rozwijać poszczególne teorie na temat etapów rozwoju tego języka. Wielu współczesnych uczonych uznaje podział etapów rozwoju języka aramejskiego zaproponowany przez J.A. Fitzmyera:
- staroaramejski (mniej więcej 925−700 r. p.n.e.) − zaświadczony w inskrypcjach, graffiti, ostrakach itd., odnalezionych na terenie północnej Syrii, górnej Mezopotamii oraz północnej Palestyny
- aramejski oficjalny (imperialny, standardowy) (mniej więcej 700−200 r. p.n.e.) − nie tylko wersja bardzo ujednolicona, ale także szeroko rozpowszechniona pod względem geograficznym: od Egiptu, przez Palestynę, Syrię aż po Azję Mniejszą oraz Asyrię, Babilonię i Armenię. Zawarty zarówno w listach, umowach, dziełach literackich, jak i inskrypcjach na różnych materiałach. Do tego okresu przypisuje się także aramejski ksiąg Ezdrasza i Daniela.
- średnioaramejski (mniej więcej 200 r. p.n.e. − 200 r. n.e.) − zwykle dzielony na 2 główne odmiany geograficzne: Palestyna i Arabia (dialekty nabatejski, qumrański, Murabbaat, inskrypcje różnych ossuariów czy grobowców, aramejskie słowa zachowane w greckich tekstach NT czy Józefa Flawiusza, tzw. listy Bar Kochby) oraz Syria i Mezopotamia (dialekty palmyreński, Edessa, Hatra)
- późnoaramejski (mniej więcej 200−700 r. n.e.) − zaznacza się w nim wyraźny podział na grupę wschodnią i zachodnią. Podobnie jak średnioaramejski dzieli się na 2 grupy, zachodnią i wschodnią. Grupa zachodnia obejmuje odmianę judeo-palestyńską (w którym spisano Talmud Palestyński, żydowskie midrasze i targumy), samarytańską (język sakralnej literatury Samarytan) oraz chrześcijańską syro-palestyńską. Grupa wschodnia obejmuje język syryjski (później dzielący się na wersję zachodnią i wschodnią), język sakralnej literatury mandejskiej oraz aramejski talmudyczny-babiloński (język Talmudu Babilońskiego)[7]
- dialekty nowoaramejskie (aramejski współczesny) − istnienie potwierdzone od XVI wieku, wciąż używane w niektórych rejonach Syrii, Iranu, Iraku (pojedyncze wioski)

## Cechy językowe
Aramejski używany jest nieprzerwanie od trzech tysięcy lat na ogromnym obszarze, trudno więc wskazać cechy wspólne wszystkich jego odmian. Do takich cech należą m.in.:
- przejście n > r w porównaniu do innych języków semickich (jak np. w słowach oznaczających „syn” i „dwa”)
- wypadnięcie początkowego alef w słowie oznaczającym „jeden”
- rodzajnik określony sufigowany (א)

| Zjawisko  | Język hebrajski | Język arabski | Język syryjski |
| --------- | --------------- | ------------- | -------------- |
| „syn”     | ben             | 'ibn          | bar            |
| „dwa”     | šnajīm          | 'ithnāni      | tərēn          |
| „jeden”   | 'eḥad           | wāḥid         | ḥaḏ            |
| rodzajnik | has-sēfer       | 'al-kitābu    | sefr-ā         |

Porównanie kilkunastu słów aramejskich na podstawie Gramatyki porównawczej Bennetta:
|          | hebrajski  | syryjski (aramejski) | arabski      |
| wszystko | kōl        | kull                 | kull         |
| złoto    | zāhāb      | dahǝbā               | δahab        |
| ziemia   | ’ereṣ      | ’ar‛ā                | ’arḍ         |
| świnia   | ḥzīr       | ḥzirā                | ẖinzīr       |
| wiatr    | rūḥ        | rūḥā                 | rīḥ          |
| pies     | keleb      | kalba                | kalb         |
| osiem    | šmonā      | tmānyā               | θamāniya     |
| ogień    | ’eš        | nūrā                 | nār          |
| osoba    | ’ādām      | nāšā                 | ’insān       |
| dzień    | yōm        | yawmā                | yawm         |
| byk      | šōr        | tawrā                | θawr         |
| broda    | zāqān      | daqnā                | δaqn/ liḥya‛ |
| chleb    | leḥem      | laḥma                | ẖubz         |
| król     | melek      | malkā                | malik        |
| miasto   | ’īr, qiryā | mdīttā               | madina       |
| Bóg      | ’lōhīm     | ’alāhā               | ’allāh       |
| serce    | lew        | libba                | qalb         |
| kto      | mī         | man                  | man          |
| trzy     | šlōšā      | tlātā                | θalāθa       |

## Pismo
W starożytności język aramejski zapisywany był alfabetem aramejskim. Współcześnie niektóre dialekty nowoaramejskie wciąż korzystają z pisma syryjskiego, inne zapisywane są w alfabecie hebrajskim. W latach 30. XX wieku w Związku Radzieckim podjęto próbę zapisu jednego z dialektów nowoaramejskich pismem łacińskim.